# 奴尔河

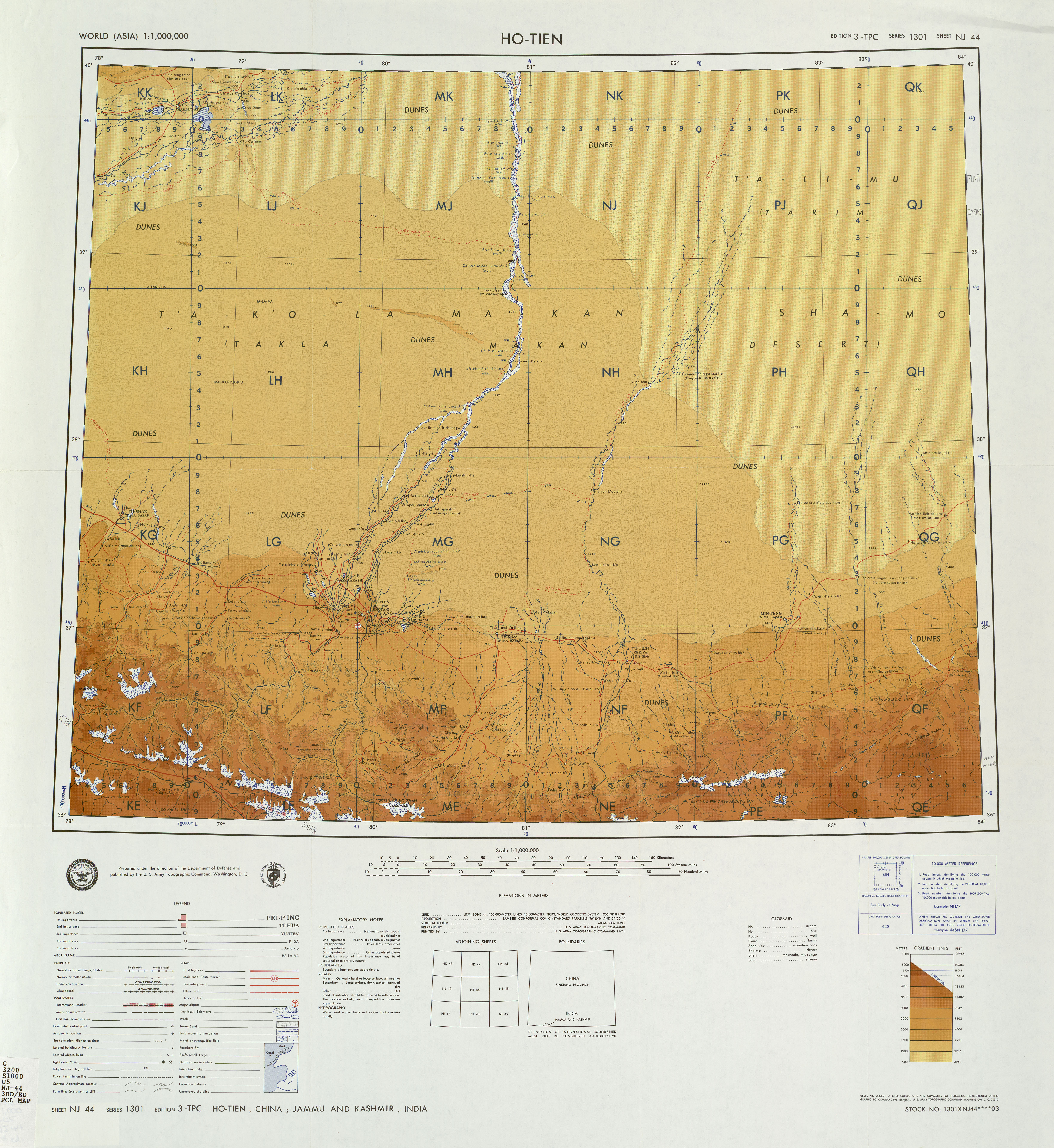
和田地区地图，奴尔河（Nula Ho）位于图中下方。

奴尔河，位于中华人民共和国新疆维吾尔自治区和田地区策勒县东部的一条河流，发源于昆仑山支脉喀什塔什山北坡冰川区，由提约奴哈河、拉龙河、大龙河三支源流于奴尔乡都木村附近汇合而成，汇合口以下河段向北偏东方向流，经奴尔水利枢纽后出山口，向北流经奴尔乡和新疆生产建设兵团第十四师一牧场（昆玉市昆牧镇）所辖灌区后转东北流，河床变宽，洪水在广阔的冲积扇上漫流、渗入地下。约30千米后右岸与萨依巴格河下游河道汇合后转向北流；又经约30千米，下游形成多股泉水溪流，经泉水沟分别注入下游6座蓄泉水库，在315国道南侧有丰收水库、卡尔苏水库、红旗水库，北侧有卡提亚水库、甫那克水库、卡尔曼水库，灌溉达玛沟乡和固拉合玛镇的农田，余水散入北部塔克拉玛干沙漠中。山口以上河长37千米，流域面积736平方千米，年均径流量约1.7亿立方米。